# Michał Jurecki
Michał Jurecki (Kościan, 1984. október 24. –) lengyel válogatott kézilabdázó. Jelenleg a lengyel KS Azoty-Puławy játékosa. Testvére, Bartosz Jurecki szintén válogatott játékos.

## Pályafutása
Pályafutása során megfordult több lengyel csapatban is. Játékosa volt többek között az Tęcza Kościan, a Chrobry Głogów és a Vive Targi Kielce együtteseinek. 2007-ben Németországba a HSV Hamburgba igazolt. Itt mindössze csak egy szezont töltött és 2008-ban a TuS Nettelstedt-Lübbecke lett az új csapata. Lübbeckben két idényt húzott le és 2010-ben hazatért egykori klubjába a Vive Targi Kielcébe. A lengyel bajnoki és kupagyőzelmek mellett 2016-ban csapatával megnyerte a Bajnokok ligáját. 2018 áprilisában bejelentették, hogy 2019 nyarától a német SG Flensburg-Handewitt csapatához igazol, a Telekom Veszprémbe távozó Rasmus Lauge Schmidt pótlására. 2020-ban a lengyel első osztályú KS Azoty-Puławy játékosa lett.
A lengyel válogatottban 2005-ben mutatkozhatott be. A 2007-es világbajnokságon ezüst, a 2009-es világbajnokságon pedig bronzérmet szerzett a nemzeti csapat tagjaként. Részt vett a pekingi olimpián 2008-ban, ahol ötödik helyet szerzett a lengyel válogatottal. A 2016-os Európa-bajnokságon hetedik helyezett lett a lengyel válogatottal, Jureckit ennek ellenére beválasztották az All-Star csapatba.

## Sikerei

### Válogatottban
- Világbajnokság: 
  - 2. hely: 2007
  - 3. hely: 2009, 2015

### Klubcsapatban
- Bajnokok ligája:
  - 1. hely: 2016
- PGNiG Superliga:
  - 1. hely: 2012, 2013, 2014, 2015, 2016, 2017, 2018, 2019
  - 2. hely: 2006, 2011
  - 3. hely: 2007
- Bundesliga:
  - 3. hely: 2008